# Iraks nationalvåben
Iraks nationalvåben inkluderer Saladins gyldne ørn forbundet med det 20. århundredes arabiske skrift og med det irakiske flag som skjold. Ørnen holder en skriftrulle, hvor der står (Arabisk:الجمهورية العراقية al-Jumhuriya al-`Iraqiya) den irakiske republik. 
Det originale nationalvåben i 1965 havde ikke den arabiske skrift mellem stjernerne, og flaget var placeret lodret. Denne udgave forblev i brug, indtil man udskiftede nationalvåbenet med den nye udgave i 2004.
| Artikelstump | Spire Denne artikel om et rigsvåben eller statsvåben er en spire som bør udbygges. Du er velkommen til at hjælpe Wikipedia ved at udvide den. |